# Kano (Mali)
Kano
Kano est un village du Mali, situé dans la commune de Serere, et la région de Tombouctou. Le village est situé le long du fleuve Niger. Son altitude est de 262 mètres. Sa population est estimée à 1 800 habitants. 